# Малая Сергиевка
Малая Сергиевка — село, административный центр Малосергиевского сельского совета Тамалинского района Пензенской области.
Расположено на юго-западе Тамалинского района. Расстояние до районного центра пгт. Тамала — 5 км.
На 1 января 2004 года — 339 хозяйств, 892 жителя.

## История
Село основано как имение князя А. Ф. Прозоровского — Голицина, относилось к Зубриловской волости Балашовского уезда. В 1879 году на средства помещика А. Ф. Прозоровского - Голицина и прихожан построена каменная церковь во имя Сергия Радонежского. В 1911 году в селе имелись церковно–приходская школа, фельдшерско–акушерский пункт. В 80-х годах XX века — центральная усадьба совхоза «Малосергиевский». С 1939 года — центр сельсовета Тамалинского района..

## Численность населения
| 1859 | 1877 | 1911 | 1926  | 1939  | 1959  | 1979 |
| ---- | ---- | ---- | ----- | ----- | ----- | ---- |
| 388  | ↗542 | ↗755 | ↗1231 | ↗1381 | ↘1244 | ↘975 |
| 1989 | 1996 | 2002 | 2010  |       |       |      |
| ↘813 | ↘789 | ↗851 | ↘749  |       |       |      |

## Инфраструктура
В селе имеются: почта, телеграф, телефон, основная школа, фельдшерско-акушерский пункт, филиал Сбербанка России.

## Известные земляки
- Назаркин, Владимир Захарович (1914-1989) — участник Великой Отечественной войны, командир артиллерийской батареи, Герой Советского Союза, кавалер орденов Александра Невского, Отечественной войны и Красной Звезды.[10]

## Улицы
- Берёзовая;
- Вишнёвая;
- Газопровод;
- Заводская;
- Луговая;
- Луговой переулок;
- Мира;
- Молодёжная;
- Овражная;
- Прудная;
- Садовая;
- Тополиная;
- Транспортная;
- Транспортный переулок;
- Центральная;
- Школьная.